# Dvalin (Zwerg)

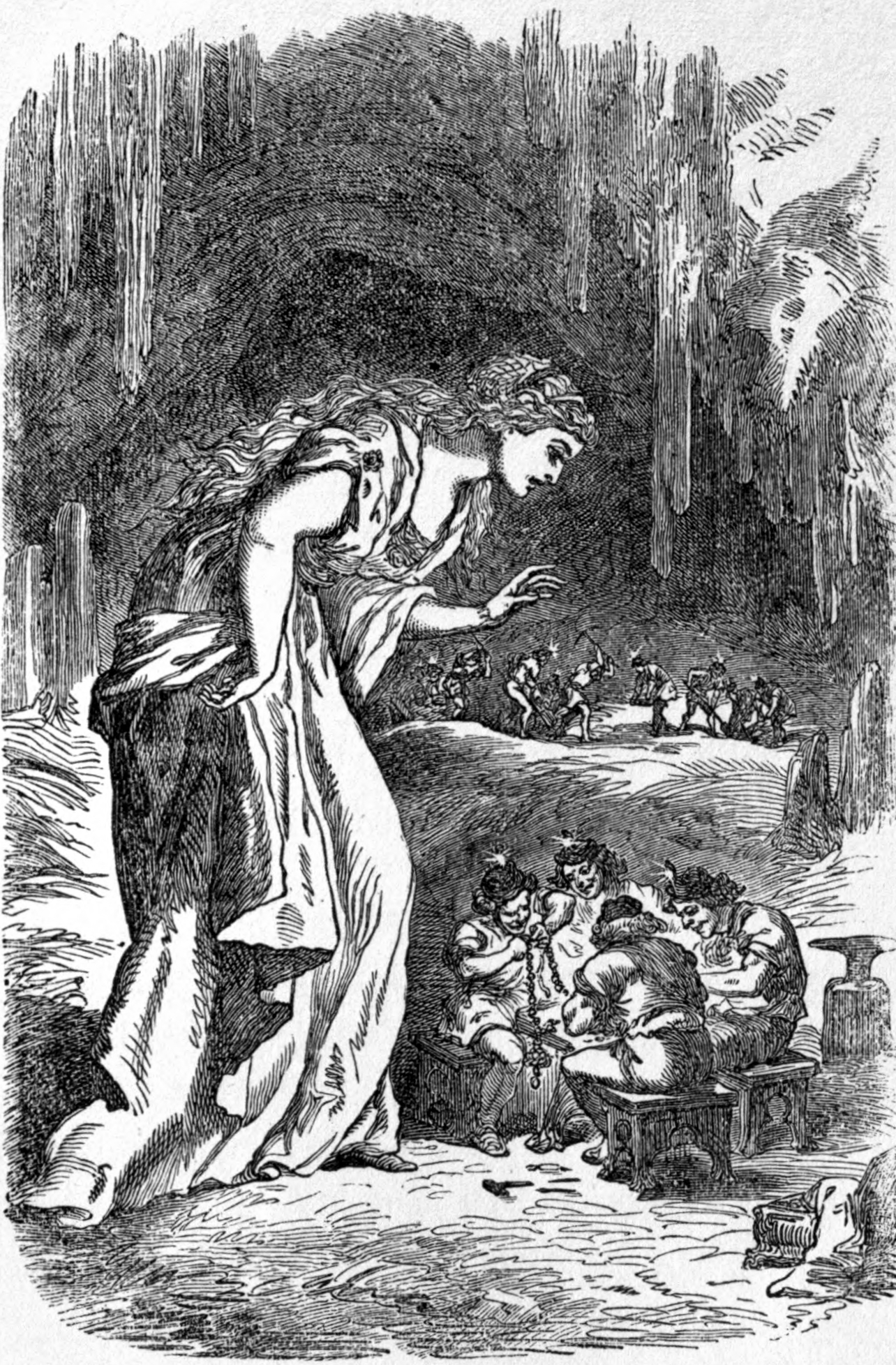
Freyja in the dwarfs' cave. Illustration von Louis Huard, 1891

Dvalin, auch Dvalinn oder Dwalin(n), ist ein Zwerg der nordischen Mythologie, dessen Name zu den in der Edda am häufigsten genannten Zwergennamen gehört. Er ist einer der vier Schmiede, die das Brisingamen, das Halsband der Göttin Freyja, schufen.

## Rezeption
Auch wenn es namentlich nicht genannt wird, so geht man doch davon aus, dass es sich bei dem Halsband um Brísingamen handelt. Die Bezeichnung ‚Dvalins Mitspielerin‘ für die Sonne, bezieht sich wohl darauf, dass nach nordischem Glauben das Sonnenlicht für die Zwerge tödlich war, man vergleiche das Ende des Zwerges Alviss im Lied Alvíssmál. Die Kenning ‚Dvalins Getränk‘ spielt wohl darauf an, dass das Artefakt einst den Zwergen gehörte. Man kann auch davon ausgehen, dass Dvalin nicht als Vater einiger Nornen galt. Aus dem Textzusammenhang ergibt sich, dass sein Name stellvertretend für das Zwergenvolk stand.
Aus dem häufigen Gebrauch von Dvalins Namen und der Art und Weise, wie er verwendet wurde, lässt sich erschließen, dass er, im Gegensatz zu den meisten anderen Zwergen, zu den gebräuchlichen Gestalten der nordischen Mythologie gehörte.
Ob ein Zusammenhang zum gleichnamigen Hirsch am Weltenbaum Yggdrasil besteht, ist jedoch nicht bekannt.
Der Name Dvalins, altnordisch Dvalinn, bedeutet entweder ‚der Langsame‘ oder ‚der Schlafende‘. In der älteren Forschung ging man noch davon aus, dass der Name sich auf einen langen (Winter)schlaf bezieht.

## Wirkungsgeschichte
Der britische Autor J. R. R. Tolkien verwendete den Namen Dwalin für einen Zwerg in seinem Roman Der Hobbit (1937).